# Wolha Wasilonak
Wolha Uładzimirauna Wasilonak (biał. Вольга Уладзіміраўна Васілёнак, ros. Ольга Владимировна Василёнок, Olga Władimirowna Wasilonak, ur. 17 maja 1980 w Miadziole) – białoruska biegaczka narciarska, zawodniczka klubu SK FPB Witebsk.

## Kariera
Po raz pierwszy na arenie międzynarodowej Wolha Wasilonak pojawiła się w 2000 roku podczas mistrzostw świata juniorów w Szczyrbskim Jeziorze, gdzie zajęła 25. miejsce w sprincie techniką dowolną. W Pucharze Świata zadebiutowała 5 marca 2004 roku w Lahti, zajmując 48. miejsce w sprincie stylem dowolnym. Pierwsze punkty zdobyła siedem miesięcy później w Düsseldorfie, gdzie w tej samej konkurencji była jedenasta. Nigdy nie stanęła na podium zawodów pucharowych. W klasyfikacji generalnej najlepszy wynik osiągnęła w sezonie 2004/2005, który ukończyła na 58. pozycji. W 2006 roku wystartowała na igrzyskach olimpijskich w Turynie, gdzie zajęła między innymi 25. miejsce w sprincie stylem dowolnym i piętnaste w sztafecie. Na rozgrywanych cztery lata później igrzyskach w Vancouver indywidualnie osiągnęła słabsze wyniki, ale Białorusinki z Wasilonak w składzie zajęły dziesiątą pozycję w sztafecie. Kilkakrotnie brała udział w mistrzostwach świata, a najlepszy indywidualny rezultat osiągnęła podczas MŚ w Libercu w 2009 roku, gdzie była siedemnasta w sprincie stylem dowolnym. Ponadto na MŚ w Sapporo w 2007 roku była szósta w sprincie drużynowym. W 2010 roku zakończyła karierę.

## Osiągnięcia

### Igrzyska olimpijskie
| Miejsce | Dzień     | Rok  | Miejscowość | Konkurencja                   | Czas biegu  | Strata      | Zwyciężczyni        |
| ------- | --------- | ---- | ----------- | ----------------------------- | ----------- | ----------- | ------------------- |
| 51.     | 12 lutego | 2006 | Turyn       | 2x7,5 km bieg łączony         | 42:48,7 min | +5:31,7 min | Kristina Šmigun     |
| 15.     | 18 lutego | 2006 | Turyn       | Sztafeta 4x5 km               | 54:47,7 min | +3:31,8 min | Rosja               |
| 25.     | 22 lutego | 2006 | Turyn       | Sprint stylem dowolnym        | 2:12,3 min  | -           | Chandra Crawford    |
| 34.     | 24 lutego | 2006 | Turyn       | 30 km stylem dowolnym         | 1:22:25,4 h | +6:57,4 min | Kateřina Neumannová |
| 55.     | 15 lutego | 2010 | Vancouver   | 10 km stylem dowolnym         | 24:58,4 min | +3:17,8 min | Charlotte Kalla     |
| 46.     | 17 lutego | 2010 | Vancouver   | Sprint stylem klasycznym      | 3.39,2 min  | -           | Marit Bjørgen       |
| 13.     | 22 lutego | 2010 | Vancouver   | Sprint drużynowy st. dowolnym | 18:03,7 min | -           | Niemcy              |
| 10.     | 25 lutego | 2010 | Vancouver   | Sztafeta 4x5 km               | 55:19,5 min | +3:08,9 min | Norwegia            |

### Mistrzostwa świata
| Miejsce | Dzień     | Rok  | Miejscowość | Konkurencja                      | Czas biegu  | Strata      | Zwyciężczyni        |
| ------- | --------- | ---- | ----------- | -------------------------------- | ----------- | ----------- | ------------------- |
| 29.     | 17 lutego | 2005 | Oberstdorf  | 10 km stylem dowolnym            | 26:27,6 min | +2:47,5 min | Kateřina Neumannová |
| 37.     | 19 lutego | 2005 | Oberstdorf  | 2x7.5 km bieg łączony            | 42:16,8 min | +3:42,3 min | Julija Czepałowa    |
| 10.     | 21 lutego | 2005 | Oberstdorf  | Sztafeta 4x5 km                  | 57:15,7 min | +3:09,5 min | Norwegia            |
| 39.     | 22 lutego | 2005 | Oberstdorf  | Sprint stylem klasycznym         | 2:15,5 min  | -           | Emelie Öhrstig      |
| 12.     | 25 lutego | 2005 | Oberstdorf  | Sprint drużynowy stylem dowolnym | 12:19,7 min | -           | Norwegia            |
| 49.     | 22 lutego | 2007 | Sapporo     | Sprint stylem klasycznym         | 2:50,9 min  | -           | Astrid Jacobsen     |
| 6.      | 23 lutego | 2007 | Sapporo     | Sprint drużynowy                 | 16:20,9 min | +23,1 s     | Finlandia           |
| 31.     | 27 lutego | 2007 | Sapporo     | 10 km stylem dowolnym            | 23:58,4 min | +2:08,9 min | Kateřina Neumannová |
| 13.     | 1 marca   | 2007 | Sapporo     | Sztafeta 4x5 km                  | 54:18,6 min | +3:11,1 min | Finlandia           |
| 34.     | 19 lutego | 2009 | Liberec     | 10 km stylem klasycznym          | 28:12,8 min | +2:44,8 min | Aino-Kaisa Saarinen |
| 38.     | 21 lutego | 2009 | Liberec     | 2x7.5 km bieg łączony            | 40:55,3 min | +3:36,7 min | Justyna Kowalczyk   |
| 17.     | 24 lutego | 2009 | Liberec     | Sprint stylem dowolnym           | 2:39,3 min  | -           | Arianna Follis      |
| 9.      | 26 lutego | 2009 | Liberec     | Sztafeta 4x5 km                  | 54:24,3 min | +2:24,8 min | Finlandia           |
| DNS     | 28 lutego | 2009 | Liberec     | 30 km stylem dowolnym            | 1:16:10,6 h | -           | Justyna Kowalczyk   |

### Mistrzostwa świata juniorów
| Miejsce | Dzień       | Rok  | Miejscowość   | Konkurs                | Wynik | Strata | Zwyciężczyni   |
| ------- | ----------- | ---- | ------------- | ---------------------- | ----- | ------ | -------------- |
| 25.     | 29 stycznia | 2000 | Štrbské Pleso | Sprint stylem dowolnym | ?     | -      | Pirjo Manninen |

### Puchar Świata

#### Miejsca w klasyfikacji generalnej
- sezon 2004/2005: 58.
- sezon 2005/2006: 121.
- sezon 2006/2007: 113.
- sezon 2008/2009: 121.
- sezon 2009/2010: 116.

#### Miejsca na podium
Wasilonak nie stała na podium zawodów Pucharu Świata.